# Patricia Jones
Pour les articles homonymes, voir Jones.
Patricia Jones, née le 16 octobre 1930 à Kamloops et morte le 23 août 2000 à Victoria, est une athlète canadienne.

## Biographie
Patricia Jones obtient la médaille de bronze en relais 4 x 100 mètres lors des Jeux olympiques d'été de 1948 à Londres, avec Nancy MacKay, Viola Myers et Diane Foster. Au cours de ces mêmes Jeux olympiques, Myers court le 100 mètres et se classe à la cinquième place.

## Palmarès
- Jeux olympiques de 1948 à Londres
  -  Médaille de bronze en relais 4 × 100 m
- Jeux de l'Empire britannique de 1950 à Auckland
  -  Médaille de bronze en relais 4 × 100 m